# Neuseeländische Cricket-Nationalmannschaft in Australien in der Saison 1993/94
Die Tour der neuseeländischen Cricket-Nationalmannschaft nach Australien in der Saison 1993/94 fand vom 12. November bis zum 7. Dezember 1993 statt. Die internationale Cricket-Tour war Bestandteil der Internationalen Cricket-Saison 1993/94 und umfasste drei Tests. Australien gewann die Test-Serie 2–0.

## Vorgeschichte
Für beide Mannschaften war es die erste Tour der Saison.
Das letzte Aufeinandertreffen der beiden Mannschaften fand in der Saison 1992/93 in Neuseeland statt.

## Stadien
Die folgenden Stadien wurden für die Tour als Austragungsort vorgesehen.
| Stadion        | Stadt    | Kapazität | Spiele  |
| -------------- | -------- | --------- | ------- |
| The Gabba      | Brisbane | 42.000    | 3. Test |
| Bellerive Oval | Hobart   | 20.000    | 2. Test |
| WACA Ground    | Perth    | 60.000    | 1. Test |

## Kaderlisten
Die folgenden Kader wurden von den Mannschaften benannt.
| Test | Test |
| Australien | Neuseeland |
| --- | --- |
| - David Boon - Allan Border - Ian Healy - Tim May - Craig McDermott - Glenn McGrath - Paul Reiffel - Michael Slater - Mark Taylor - Shane Warne - Mark Waugh - Steve Waugh | - Tony Blain - Chris Cairns - Martin Crowe - Simon Doull - Mark Greatbatch - Chris Harris - Richard Jones - Danny Morrison - Dipak Patel - Blair Pocock - Ken Rutherford - Murphy Su'a - Willie Watson - Bryan Young - Richard de Groen |

## Tour Matches
| 19. Oktober Scorecard | Perth (LH) | New Zealanders 189 (47.4)               | – | ACB Chairman’s XI 192-4 (43.2) |
|                       |            | ACB Chairman’s XI gewinnt mit 6 Wickets |   |                                |

## Tests

### Erster Test in Perth
| 12. – 16. November Scorecard | Perth | Australien 398 (114.5) & 323-1d (87) | – | Neuseeland 419-9d (159.1) & 166-4 (62) |
|                              |       | Remis                                |   |                                        |

### Zweiter Test in Hobart
| 26. – 29. November Scorecard | Hobart | Australien 544-6d (139)                           | – | Neuseeland 161 (82.3) & 161 (77.5) (f/o) |
|                              |        | Australien gewinnt mit einem Innings und 222 Runs |   |                                          |

### Dritter Test in Brisbane
| 3. – 7. Dezember Scorecard | Brisbane | Neuseeland 233 (105.3) & 278 (103)               | – | Australien 607-6d (183) |
|                            |          | Australien gewinnt mit einem Innings und 96 Runs |   |                         |